# Francesco Font Garcia
Francesco Font Garcia IEME (* 14. Juli 1905 in Burriana; † 22. März 1961 in San Benito Abad, Departamento de Bolívar, Kolumbien) war ein spanischer römisch-katholischer Ordensgeistlicher und Apostolischer Präfekt von Wankie.

## Leben
Francesco Font Garcia trat der Ordensgemeinschaft des Instituto Español de San Francisco Javier para Misiones Extranjeras bei und empfing nach dem Studium der Philosophie und der Katholischen Theologie das Sakrament der Priesterweihe. Papst Pius XII. bestellte ihn 1953 zum ersten Apostolischen Präfekten von Wankie. Am 12. Juli 1956 nahm Papst Pius XII. das von Francesco Font Garcia vorgebrachte Rücktrittsgesuch an.